# Hubert Hasenauer
Hubert Hasenauer (* 3. November 1962 in Saalfelden am Steinernen Meer) ist ein österreichischer Forstwissenschaftler. Er ist seit 2007 Professor für Waldökosystemmanagement und seit 2008 Leiter des Instituts für Waldbau an der Universität für Bodenkultur Wien (BOKU). Von Februar 2018 bis Jänner 2022 war er Rektor der Universität.

## Leben
Hubert Hasenauer war von 1982 bis 1986 als Förster bei den Österreichischen Bundesforsten tätig, 1983 legte er die Staatsprüfung zum Försterdienst ab. Von 1986 bis 1991 studierte er Forstwirtschaft an der Universität für Bodenkultur, wo er 1994 mit einer Dissertation über einen Einzelbaumwachstumssimulator für ungleichaltrige Fichten-Kiefern- und Buchen-Fichtenmischbestände promovierte. Anschließend forschte er über 2 Jahre am College of Forestry der Virginia Polytechnic Institute and State University (Virginia Tech) und an der Forestry School der University of Montana – Missoula. 1998 habilitierte er sich an der BOKU mit einer Schrift über Die simultanen Eigenschaften von Waldwachstumsmodellen.
2007 wurde er an der BOKU zum Professor für Waldökosystemmanagement berufen, 2008 übernahm er die Leitung des Institutes für Waldbau. Von 2009 bis 2016 fungierte er als Vorsitzender des Senates der BOKU, 2015/2016 war er auch Sprecher der Senatsvorsitzenden der österreichischen Universitäten. Von 2013 bis 2016 war er außerdem Mitglied der Hochschulkonferenz. Im Juni 2017 wurde er für eine vierjährige Amtszeit zum Rektor der Universität für Bodenkultur Wien gewählt, er folgte mit 1. Februar 2018 Martin Gerzabek in dieser Funktion nach. In seiner wissenschaftlichen Arbeit beschäftigt er sich unter anderem mit Waldwachstum und dessen Modellierung, Wald und seine Rolle im Klimawandel und Ökosystemforschung. Neben dem Vorstandsvorsitzenden Erhard Busek war er stellvertretender Vorsitzender des Instituts für den Donauraum und Mitteleuropa (IDM).
Im August 2021 wurde Eva Schulev-Steindl als Nachfolgerin von Hasenauer zur Rektorin der Universität für Bodenkultur ab Februar 2022 gewählt.

## Publikationen (Auswahl)
- 2000: Die simultanen Eigenschaften von Waldwachstumsmodellen, Parey-Verlag, Berlin 2000, ISBN 978-3-8263-3278-4
- 2006: Sustainable forest management: growth models for Europe, Springer-Verlag, Berlin/Heidelberg/New York, ISBN 978-3-540-26098-1
- Hasenauer, H., Nemani, R.R., Schadauer, K., Running, S.W. 1999. Forest growth response to changing climate between 1961 and 1990 in Austria. Forest Ecology and Management, 122: 209–219.
- Pietsch, S.A., Hasenauer, H. 2006. Evaluating the self-initialization procedure of large scale ecosystem models. Global Change Biology, 12: 1658–1669.
- Hasenauer, H., Petritsch, R., Zhao, M.S., Boisvenue, C., Running, S.W. 2012. Reconciling satellite with ground data to estimate forest productivity at national scales. Forest Ecology and Management, 276: 196–208.
- Pötzelsberger, E., Hasenauer, H. 2015. Soil change after 50 years of converting Norway spruce dominated age class forests into single tree selection forests. Forest Ecology and Management, 338: 176–182.
- Tenzin, J., Hasenauer, H. 2016. Tree species composition and diversity in relation to anthropogenic disturbances in broadleaved forests of Bhutan. International Journal of Biodiversity Science, Ecosystem Services & Management*, 12: 274–290.
- Thurnher, C., Klopf, M., Hasenauer, H. 2017. MOSES – a tree growth simulator for modelling stand response in central Europe. Ecological Modeling, 349: 58–76.
- Pötzelsberger, E., Eckhart, T., Hasenauer, H. 2019. Mapping the growth potential of Douglas fir in Austria and Germany. Austrian Journal of Forest Sciences, 136 (2): 69–86.
- Pucher, C., Erber, G., Hasenauer, H. 2023. Europe’s potential wood supply by harvesting system. Forests, 14(2): 1-20.